# Château de Lastours
Pour les articles homonymes, voir Lastours (homonymie).
Cet article concerne un château situé en Haute-Vienne. Pour les châteaux cathares situés dans l'Aude, voir châteaux de Lastours.
Le château de Lastours est un château français, situé au pays des feuillardiers dans les monts de Châlus, dans la commune de Rilhac-Lastours dans la Haute-Vienne, sur la route Richard-Cœur-de-Lion.

## Historique
Le château de Lastours est placé sur une position stratégique, entre Limousin et Périgord. De nombreuses découvertes archéologiques permettent de prouver qu'il y a des traces d'occupation bien antérieures du site (jusqu'à 8 000 av. J.-C.). De même, il reste trace de deux enceintes fortifiées : une celtique de forme elliptique ; l'autre d'un camp romain carré.

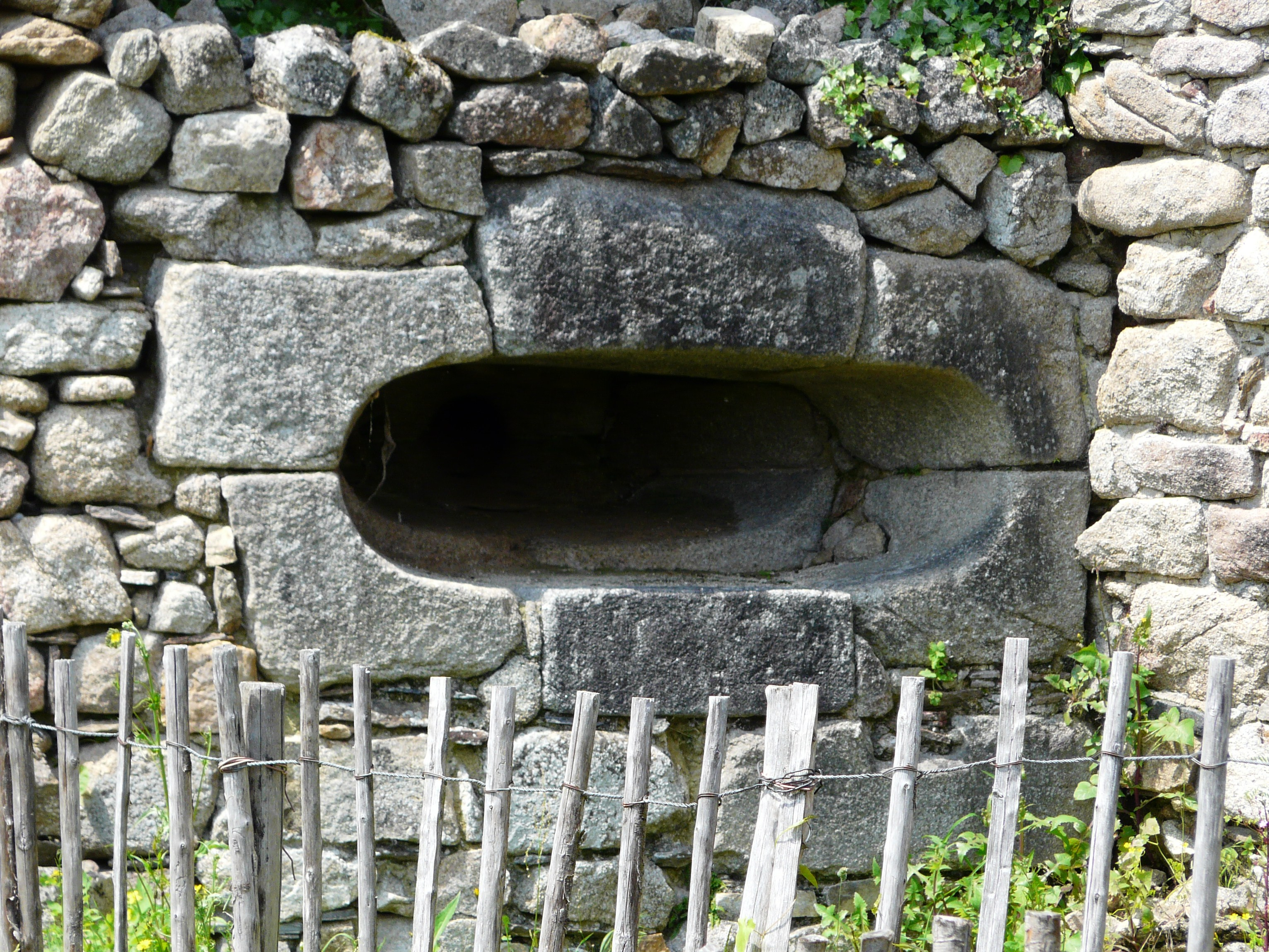
Canonnière du château.

À partir du Xe siècle, les terres appartiennent à l'illustre famille de Lastours, qui y fait construire trois mottes castrales. Plus tard, un donjon roman est construit, et du XIVe au XVIe siècle, la bâtisse évolua pour prendre la forme qu'on lui connait. Néanmoins, après la Révolution, le château servira de carrière de pierres. Au XVIIe siècle, des canonnières furent ajoutées sur les tours. 
Le château de Lastours est inscrit aux monuments historiques depuis le 6 août 1956. Depuis 1970 une association de bénévoles restaure ce château, qui est un des hauts lieux de l'histoire limousine. Des fêtes médiévales y sont organisées régulièrement à l'occasion des vacances d'été.

## Description

### Les mottes castrales
Une motte castrale est une colline de terre, parfois artificielle, ceinturée d'une enceinte en bois et couronnée d'un donjon de la même matière. Premiers véritables châteaux, ils prolifèrent du Xe au XIIIe siècle. Il demeure des restes des trois mottes originelles de Lastours.
La première d'entre-elles, la motte Sainte-Marguerite (sainte originaire du Limousin), la plus ancienne encore entourée d'un léger fossé de défense, qui devait être celle du château primitif du XIe siècle, et qui depuis 1488 est le support de l'église paroissiale de Lastours. La seconde, la motte à « étrave », datant du XIIIe siècle, est bien plus petite, mais a conservé son fossé et sa basse-cour. La dernière, la motte du donjon, assez réduite, a servi à soutenir les fondations de l'actuel château.
Il est a noté la présence d'une terrasse carrée de dix mètres de côté entourée de fossés, qui sans être une motte castrale, aurait pu être un élément défensif des châteaux primitifs.

### Le donjon
Lorsque la motte Sainte-Marguerite est abandonnée au XIIe siècle, le donjon du château est construit. Les fondations sont bâties dans une des anciennes mottes castrales, tandis que les dimensions de cette tour carrée à contreforts est de 20 m de haut pour 9 m de large. De construction archaïque, l'édifice possède quatre étages, des cheminées et des baies à sièges. Le dernier étage était couvert de mâchicoulis jusqu'en 2011. Les deux premiers étages sont originels, tandis que les deux autres ont été édifiés pendant la guerre de Cent Ans.

### Les ajouts

#### Le bâtiment duXIVesiècle
Cet édifice est aujourd'hui incorporé dans le corps de logis, mais à la base était comparable à un second donjon. Datant de la seconde moitié du XIVe siècle, pourvu de meurtrières en forme de croix, il complétait la défense du donjon.

#### Début duXVIesiècle
Un premier corps de logis (Ouest) est édifié vers 1500 à partir du bâtiment cité ci-dessus, dans son prolongement sud, et se termine par une grande tour en fer à cheval équipée de latrines, grandes baies et cheminées.
Le second corps de logis (Nord) est construit vers 1520. Bien plus grand par sa taille que l'autre, il est formé d'un bâtiment rectangulaire équipée de deux tours circulaires aux angles. Les deux corps-de-logis sont accolés l'un à l'autre.
De 1525 à 1530, le château va prendre sa forme finale. Tout d'abord, l'enceinte sud est construite, partant du corps de logis ouest, et complétée par une tour en son centre. Entre la tour du logis ouest et cette dernière tour, la massive porte donnant sur la cour est installée. Les murailles sont alors terminées, et le donjon est entièrement entourés par les corps de logis et l'enceinte, formant une immense cour.

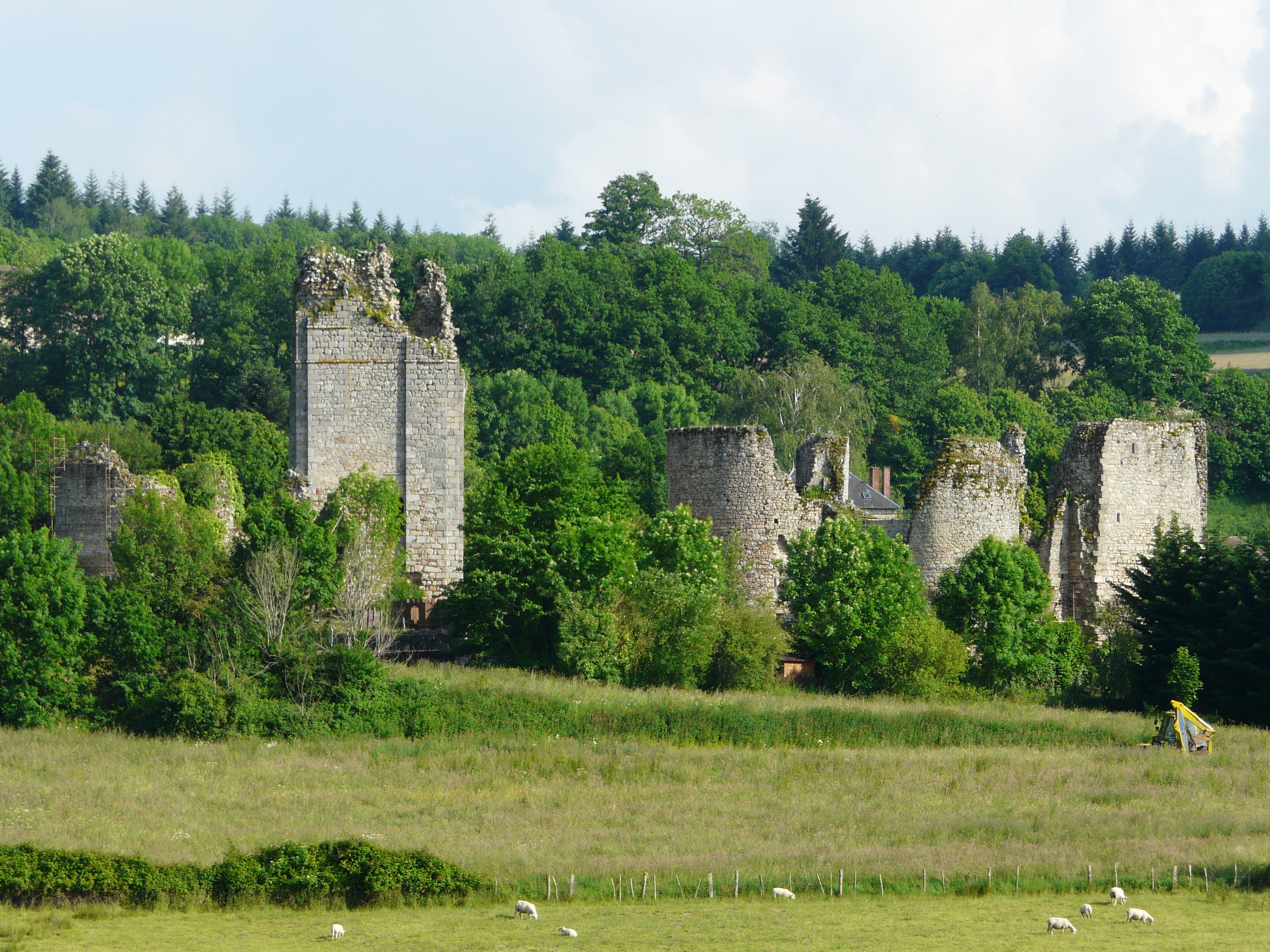
Les ruines du château.

## Personnages illustres
- Gulferius de Lastours.
- Guy de Lastours.
- Gouffier de Lastours.